# Freiwandkasten
Freiwandkasten är en bergstopp i Österrike. Den ligger i distriktet Spittal an der Drau och förbundslandet Kärnten, i den centrala delen av landet. Toppen på Freiwandkasten är 3 114 meter över havet.
Den högsta punkten i närheten är Fuscher-Kar-Kopf, 3 331 meter över havet, 1,2 km nordväst om Freiwandkasten.
Trakten runt Freiwandkasten består i huvudsak av kala bergstoppar och isformationer.